# Nur Dhabitah Sabri
Nur Dhabitah binti Sabri (Kuala Lumpur, 12 luglio 1999) è una tuffatrice malese specialista nel trampolino 1 m, nel trampolino 3 m e nella piattaforma 10 m.

## Carriera
Sabri inizia a praticare il nuoto all'età di sette anni ma presto, sotto l'impulso del padre che ritiene il suo fisico maggiormente adatto ai tuffi, cambia disciplina. Debutta a livello internazionale nel 2013, all'età di quattordici anni, e vince ai XXVII Giochi del Sud-est asiatico la medaglia d'oro nel sincro 10 m insieme a Leong Mun Yee. Continua a ottenere successi con il terzo posto nel sincro 10 m, stavolta insieme a Pandelela Rinong, ai Giochi del Commonwealth di Glasgow 2014 e guadagna poi un oro nel sincro 3 m, in coppia con Ng Yan Yee, ai Giochi del Sud-est asiatico di Singapore 2015.
Disputa le Olimpiadi di Rio de Janeiro 2016 gareggiando nel sincro 3 m insieme a Cheong Jun Hoong e la coppia, fino in quel momento al terzo posto, scivola fuori dal podio dopo uno scarso quarto tuffo con una scadente entrata in acqua da parte di Cheong Jun Hoong. Sabri compete inoltre nella piattaforma 10 m concludendo la finale al nono posto. In occasione dei Giochi del Sud-est asiatico di Kuala Lumpur 2017 ha avuto l'onore di accendere il calderone durante la cerimonia d'apertura.

## Palmarès
- Mondiali

Budapest 2022: bronzo nel sincro 10m.
- Giochi asiatici

Giacarta 2018: argento nel sincro 3m, bronzo nel trampolino 3m e nel sincro 10m.
- Giochi del Commonwealth

Glasgow 2014: bronzo nel sincro 10m.
Gold Coast 2018: bronzo nel sincro 3m e nel sincro 10m.
Birmingham 2022: argento nel trampolino 3m e nel sincro 3m, bronzo nel sincro 3m misti.
- Giochi del Sud-est asiatico

Naypyidaw 2013: oro nel sincro 10m.
Singapore 2015: oro nel sincro 3m.
Kuala Lumpur 2017: oro nel trampolino 3m.
Filippine 2019: oro nel sincro 3m.